# Pôle métropolitain Côte d'Opale
Le pôle métropolitain Côte d'Opale (PMCO) est un syndicat mixte situé dans les Hauts-de-France. Créé le 2 septembre 2013, il regroupe onze intercommunalités et six Schéma de cohérence territoriale (SCOT).

## Composition
Il se compose de onze intercommunalités (EPCI à fiscalité propre) :
- Communauté urbaine de Dunkerque : 192 554 hab.
- Communauté de communes des Hauts de Flandre : 53 545 hab.
- Communauté d'agglomération du Pays de Saint-Omer : 104 937 hab.
- Communauté de communes de la Terre des Deux Caps : 22 332 hab.
- Communauté d'agglomération Grand Calais Terres et Mers : 98 828 hab.
- Communauté de communes de la Région d'Audruicq : 28 077 hab.
- Communauté de communes Pays d'Opale : 25 186 hab.
- Communauté d'agglomération du Boulonnais : 112 264 hab.
- Communauté d'agglomération des Deux Baies en Montreuillois : 65 760 hab.
- Communauté de communes de Desvres - Samer : 23 221 hab.
- Communauté de communes du Pays de Lumbres : 24 187 hab.

Et de six Schéma de cohérence territoriale (SCOT) :
- SCOT du Boulonnais
- SCOT du Pays du Calaisis
- SCOT de Flandre-Dunkerque
- SCOT du Montreuillois
- SCOT du Pays de Saint-Omer
- SCOT de la Terre des Deux Caps

## Gouvernance
| Photo | Nom               | Fonction  | Autres fonctions                                                       |
| ----- | ----------------- | --------- | ---------------------------------------------------------------------- |
|       | Patrice Vergriete | Président | - Président de la communauté urbaine de Dunkerque - Maire de Dunkerque |

### Vice-présidents
| N° | Nom                | Mission                                                     | Autres fonctions |
| -- | ------------------ | ----------------------------------------------------------- | --- |
| 1  | Frédéric Cuvillier | Études stratégiques et Coopération hospitalière             | - Président de la communauté d'agglomération du Boulonnais - Maire de Boulogne-sur-Mer                                                                |
| 2  | Daniel Fasquelle   | Enseignement supérieur et Recherche                         | - Conseiller régional des Hauts-de-France - Maire du Touquet-Paris-Plage                                                                              |
| 3  | Natacha Bouchart   | Développement économique                                    | - Vice-présidente du conseil régional des Hauts-de-France - Présidente de la communauté d'agglomération Grand Calais Terres et Mers - Maire de Calais |
| 4  | Joël Duquenoy      | Urbanisme                                                   | - Président de la communauté d'agglomération du Pays de Saint-Omer                                                                                    |
| 5  | Nicole Chevalier   | Mobilité et Transports                                      | - Présidente de la communauté de communes de la Région d'Audruicq                                                                                     |
| 6  | Christian Leroy    | Développement durable et l’Économie circulaire              | - Président de la communauté de communes du Pays de Lumbres                                                                                           |
| 7  | Claude Prudhomme   | Santé et Développement social                               | - Président de la communauté de communes de Desvres - Samer - Maire de Crémarest                                                                      |
| 8  | Bruno Cousein      | Tourisme et Démographie                                     | - Président de la communauté d'agglomération des Deux Baies en Montreuillois - Maire de Berck                                                         |
| 9  | Francis Bouclet    | Finances et Recherche de financements                       | - Président de la communauté de communes de la Terre des Deux Caps - Maire de Saint-Inglevert                                                         |
| 10 | Ludovic Loquet     | Sports, Loisirs et Jeux olympiques et paralympiques de 2024 | - Conseiller départemental du Pas-de-Calais - Président de la communauté de communes Pays d'Opale - Maire d'Ardres                                    |
| 11 | Bertrand Ringot    | Eau et Enjeux maritimes et littoraux                        | - Vice-président de la communauté urbaine de Dunkerque - Maire de Gravelines                                                                          |
| 12 | André Figoureux    | Ruralité                                                    | - Président de la communauté de communes des Hauts de Flandre                                                                                         |